# Mamertin d'Auxerre
Pour les articles homonymes, voir Mamertin, Saint Mamert et Mamert.
Ne doit pas être confondu avec Mamert de Vienne.
L'existence de Mamertin d'Auxerre († 462) alias saint Mamertin, plus connu sous le nom de saint Mamert, n'est révélée qu'au travers de la vie de Germain d'Auxerre et la chronique de l'abbaye Saint-Marien.
C'est un saint chrétien, deuxième abbé de l'abbaye Saint-Marien d'Auxerre, fêté le 30 mars ou le 20 avril.

## Biographie
Mamertin est un païen, probablement né à Perreuse dans l'Yonne. Ayant perdu un œil et un bras, il se rend aux temples de ses dieux pour implorer la guérison de ses infirmités. Sur son chemin il rencontre un religieux qui lui dit d'aller voir saint Germain, l'évêque d'Auxerre, et de suivre ses conseils.
Il s'arrête en passant au Mont-Artre sur la tombe de saint Amâtre, prédécesseur de saint Germain ; là, Mamert a une vision. Saint Pèlerin lui paraît venir de Boüy, lieu de son martyre, se dirigeant vers Auxerre pour y rejoindre ses quatre successeurs saint Marcellien, saint Valérien, saint Elade et saint Amâtre afin de célébrer ensemble le mystère chrétien. Il les voit alignés avec saint Pèlerin au centre, à sa droite saint Marcellien puis saint Amâtre et à sa gauche saint Valérien puis saint Elade.
Le lendemain saint Germain le guérit, le baptise et l'envoie au monastère de saint Côme et saint Damien que saint Germain a fondé vers 429 en rive droite de l'Yonne vis-à-vis d'Auxerre. 

Mamert devient le deuxième abbé de ce monastère, succédant à saint Aleu (saint Aloge ou Alodius).
Le monastère prend par la suite le nom de monastère Saint-Marien environ cent ans après la mort de saint Germain.

## Origines

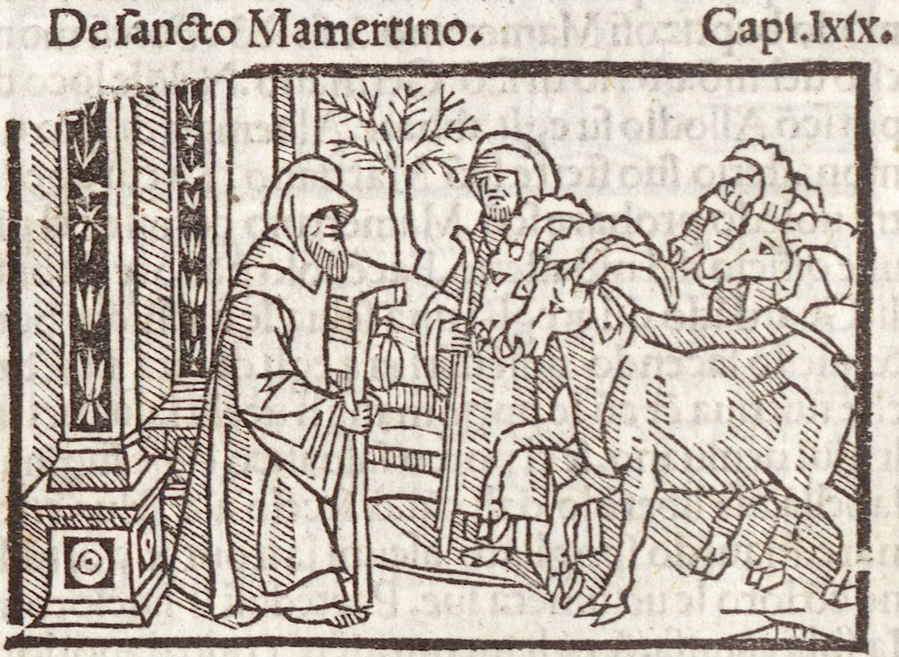
Mamertin dans La Légende dorée (1497).

Si Mamertin est cité dans quelques anciens martyrologes, avec Marien, il ne figure pas au Martyrologe romain. Son hagiographie est rapportée dans La Légende dorée de Jacques de Voragine, qui a repris un texte de Jean de Mailly.

## Canonicat
Dans un chapitre collégial ou cathédral les chanoines auprès de l'autel de saint Mamert sont appelés chanoines mamertins.